# Plantago sharifii
Plantago sharifii är en grobladsväxtart som beskrevs av Karl Heinz Rechinger och Esfandiari. Plantago sharifii ingår i släktet kämpar, och familjen grobladsväxter. Inga underarter finns listade i Catalogue of Life.